# Microgaster vulcana
Microgaster vulcana är en stekelart som beskrevs av De Saeger 1944. Microgaster vulcana ingår i släktet Microgaster och familjen bracksteklar. Inga underarter finns listade i Catalogue of Life.